# گمینا توروشنگ کوشچیلنا
گمینا توروشنگ کوشچیلنا (به لهستانی:  Gmina Turośń Kościelna) یک گمینا در لهستان است که در شهرستان بیاوستوک واقع شده‌است. گمینا توروشنگ کوشچیلنا ۱۴۰٫۳ کیلومتر مربع مساحت و ۵٬۳۴۸ نفر جمعیت دارد.